# Фізіологія
Фізіоло́гія (грец. φυσιολογία — «природознавство») — наука про життєві процеси, діяльність окремих органів та їхні системи й загалом усього організму. 
Основним у фізіології є експериментальний метод дослідження, який обґрунтував англійський учений Френсіс Бекон.
Предметом вивчення фізіології є функції живого організму, їхніх зв'язків між собою, регуляція й пристосування до навколишнього середовища, походження й розвиток у ході еволюції й індивідуального розвитку особини.

## Історія
Вперше термін «фізіологія» з'явився 1542 році в праці французького лікаря Жана Фернеля в значенні «Розділ медицини про функцію органів». Виникнення фізіології тварин і людини пов'язане з ім'ям Вільяма Гарвея який відкрив кола кровообігу в людини (1628).
Перші дослідження з фізіології рослин проводили Френсіс Бекон та Ян Баптиста ван Гельмонт у середині XVII століття. «Батьком» фізіології рослин вважають Стівена Гейлса, а формування сучасної науки приписують Юліусу фон Саксу.
До кінця XVIII століття ботанічні, зоологічні та медичні науки розвивалися окремо. Проте наприкінці цього періоду були зроблені спостереження, що рослинні й тваринні організми мають багато спільного. Так, ембріогенез наявний як у рослин, так і в тварин. Осмотичні явища притаманні обом царствам живого. У 1820-ті роки Рене Дютроше проголосив фізіологію загальною наукою, яка вивчає діяльність живого. У 1830-х роках Теодор Шванн запропонував галузь «клітинної фізіології» задля пояснення функції тваринних і рослинних клітин.
Клод Бернар у середині XIX століття запропонував визначення «внутрішнє середовище організму», а Волтер Бредфорд Кеннон ввів термін «гомеостаз».

## Галузі
Фізіологія залишалася центральною експериментальною біологічною наукою, що застосовувала фізичні й хімічні методи для розуміння функції організму до початку XX століття. Надалі від неї відділилися окремі науки:
- Біохімія (спочатку «фізіологічна хімія»)
- Патофізологія (спочатку «загальна патологія»)
- Біофізика
- Клітинна біологія

Окремо розвивалися фізіологія рослин та галузі фізіології тварин: нейрофізіологія, імунологія, кардіологія тощо.

### Книги
- Нормальна фізіологія / За ред. В.І. Філімонова. — Київ: Здоров'я, 1994. — 608 с., іл. ISBN 5-311-00736-2
- Вільям Ф. Ганонг Фізіологія людини. – Львів, 2002.
- Фізіологія за ред. В.Г.Шевчука. – Вінниця, “Нова книга”, 2005.
- Johnson, A. (2019). Historiography of Physiology. In: Dietrich, M., Borrello, M., Harman, O. (eds) Handbook of the Historiography of Biology. Historiographies of Science, vol 1. Springer, Cham. https://doi.org/10.1007/978-3-319-74456-8_26-1
- Hawgood BJ. Sir Michael Foster MD FRS (1836–1907): the rise of the British school of physiology. Journal of Medical Biography. 2008;16(4):221-226. doi:10.1258/jmb.2008.008009
- Westerhof, N. (2011), A short history of physiology. Acta Physiologica, 202: 601-603. https://doi.org/10.1111/j.1748-1716.2011.02286.x

### Журнали
- Journal of Physiology
- Journal of Applied Physiology
- Annual Review of Physiology
- American Journal of Physiology - Cell Physiology
- Journal of General Physiology
- Frontiers in Physiology
- Experimental Physiology